# Winter-Asienspiele 2011/Eiskunstlauf
Bei den Winter-Asienspielen 2011 wurden vom 3. bis 5. Februar 2011 vier Wettbewerbe im Eiskunstlauf ausgetragen. Austragungsort der Wettkämpfe war der Sportpalast Kasachstan in Astana.

## Herren
| Platz | Name                 | Nation              | Punkte | KP    | K      |
| ----- | -------------------- | ------------------- | ------ | ----- | ------ |
| 1     | Denis Ten            | Kasachstan          | 208,89 | 76,22 | 132,67 |
| 2     | Takahito Mura        | Japan               | 206,88 | 67,78 | 139,10 |
| 3     | Song Nan             | Volksrepublik China | 201,10 | 66,54 | 134,56 |
| 4     | Tatsuki Machida      | Japan               | 187,84 | 71,58 | 116,26 |
| 5     | Wu Jialiang          | Volksrepublik China | 183,82 | 54,53 | 129,29 |
| 6     | Misha Ge             | Usbekistan          | 177,36 | 53,97 | 123,39 |
| 7     | Absal Rachimgalijew  | Kasachstan          | 170,81 | 56,43 | 114,38 |
| 8     | Ri Song-chol         | Nordkorea           | 165,42 | 56,25 | 109,17 |
| 9     | Kim Min-seok         | Südkorea            | 164,42 | 58,09 | 106,33 |
| 10    | Shih Wun-Chang       | Chinesisch Taipeh   | 125,60 | 44,62 | 080,98 |
| 11    | Lee Hau Yin          | Hongkong            | 124,57 | 41,03 | 083,54 |
| 12    | Clint Maverick Eguia | Philippinen         | 108,32 | 33,43 | 074,89 |
| 13    | Ryan Zhi Jwen Yee    | Malaysia            | 103,56 | 37,25 | 066,31 |
| 14    | Karn Luanpreda       | Thailand            | 071,49 | 23,22 | 048,27 |

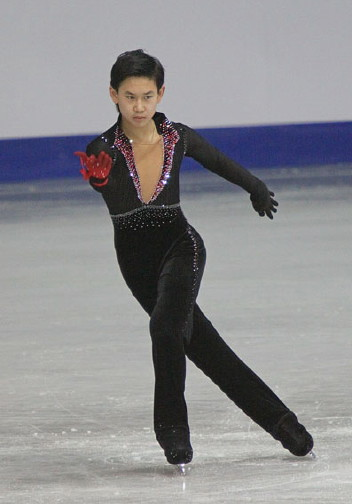
Der Sieger des Wettbewerbs Denis Ten

Datum: Donnerstag, 3. Februar 2011, 18:00 Uhr (Kurzprogramm = KP) und Freitag, 4. Februar 2011, 17:30 Uhr (Kür = K)

## Damen
| Platz | Name                      | Nation              | Punkte | KP    | K      |
| ----- | ------------------------- | ------------------- | ------ | ----- | ------ |
| 1     | Kanako Murakami           | Japan               | 177,04 | 54,48 | 122,56 |
| 2     | Haruka Imai               | Japan               | 167,00 | 54,02 | 112,98 |
| 3     | Kwak Min-jeong            | Südkorea            | 147,95 | 52,65 | 095,30 |
| 4     | Zhang Kexin               | Volksrepublik China | 142,02 | 47,74 | 094,28 |
| 5     | Geng Bingwa               | Volksrepublik China | 141,04 | 47,18 | 093,86 |
| 6     | Kim Chae-hwa              | Südkorea            | 127,48 | 45,74 | 081,74 |
| 7     | Zhaira Costiniano         | Philippinen         | 122,10 | 41,27 | 080,83 |
| 8     | Kristina Prilepko         | Kasachstan          | 108,59 | 36,23 | 072,36 |
| 9     | Mimi Tanasorn Chindasook  | Thailand            | 107,02 | 40,55 | 066,47 |
| 10    | Sandra Khopon             | Thailand            | 097,36 | 34,46 | 062,90 |
| 11    | Mericien Venzon           | Philippinen         | 093,64 | 31,95 | 061,69 |
| 12    | Chao Chih Liu             | Chinesisch Taipeh   | 092,22 | 30,39 | 061,83 |
| 13    | Amanda Sunyoto-Yang       | Chinesisch Taipeh   | 085,97 | 28,17 | 057,80 |
| 14    | Marina Schischkina        | Kasachstan          | 084,67 | 25,61 | 059,06 |
| 15    | Siau Chian Ching          | Malaysia            | 067,99 | 22,33 | 045,66 |
| 16    | Maral-Erdene Gansukh      | Mongolei            | 060,34 | 19,09 | 041,25 |
| DNF   | Anastasiya Gʻimazetdinova | Usbekistan          | 040,59 | 40,59 | -      |

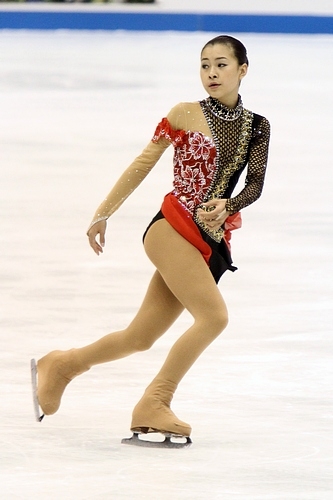
Bei den Damen gewann Kanako Murakami den Wettbewerb

Datum: Freitag, 4. Februar 2011, 15:00 Uhr (Kurzprogramm = KP) und Samstag, 5. Februar 2011, 15:00 Uhr (Kür = K)
- DNF = Did not finish

## Paare
| Platz | Name                           | Nation              | Punkte | KP    | K      |
| ----- | ------------------------------ | ------------------- | ------ | ----- | ------ |
| 1     | Pang Qing / Tong Jian          | Volksrepublik China | 195,90 | 68,36 | 127,54 |
| 2     | Sui Wenjing / Han Cong         | Volksrepublik China | 177,54 | 59,22 | 118,32 |
| 3     | Ri Ji-hyang / Thae Won-hyok    | Nordkorea           | 143,04 | 53,60 | 089,44 |
| DNS   | Lidia Voblenko / Vladimir Rudi | Kasachstan          | -      | -     | -      |

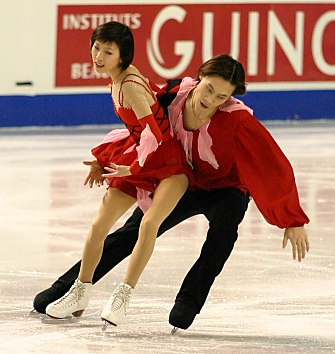
Im Paarlauf gewannen Pang / Tong die Goldmedaille

Datum: Donnerstag, 3. Februar 2011, 17:00 Uhr (Kurzprogramm = KP) und Samstag, 5. Februar 2011, 20:15 Uhr (Kür = K)
- DNS = Did not start

## Eistanz
| Platz | Name                                 | Nation              | Punkte | KT    | K     |
| ----- | ------------------------------------ | ------------------- | ------ | ----- | ----- |
| 1     | Huang Xintong / Zheng Xun            | Volksrepublik China | 129,75 | 53,11 | 76,64 |
| 2     | Cathy Reed / Chris Reed              | Japan               | 128,28 | 50,97 | 77,31 |
| 3     | Yu Xiaoyang / Wang Chen              | Volksrepublik China | 127,50 | 50,70 | 76,80 |
| 4     | Viktoria Kucherenko / Viktor Adoniev | Kasachstan          | 102,74 | 36,22 | 66,52 |
| 5     | Hong Ye-gyong / Choe Min             | Nordkorea           | 080,75 | 31,43 | 49,32 |

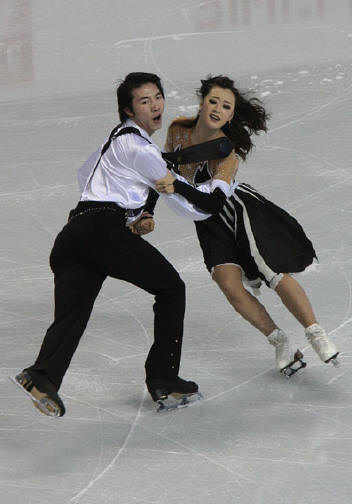
Die Sieger im Eistanz Huang / Zheng

Datum: Donnerstag, 3. Februar 2011, 16:00 Uhr (Kurztanz = KT) und Samstag, 5. Februar 2011, 19:00 Uhr (Kür = K)